# Emil Ârĸê
Emil Ârĸê (* 1929 oder 1930; † unbekannt) war ein grönländischer Landesrat.

## Leben
Emil Ârĸê stammte aus Ittoqqortoormiit, lebte aber zeitweise auch in Sisimiut und Qaqortoq. Er war von Beruf Schiffszimmermann und wurde 1975 für eine Legislaturperiode in den grönländischen Landesrat gewählt.